# Fitouri Belhiba
Fitouri Belhiba (Zarzis, 1950) è un regista tunisino.

## Biografia
Ex insegnante e attore di teatro, nel 1984 comincia a dedicarsi alla regia realizzando documentari, lungometraggi e cortometraggi che raccontano storie del suo paese. Nel 1989 gira il suo primo lungometraggio, dal titolo Regaya.

## Filmografia

### Documentari
- Mains de femmes, femmes architectes (1985)
- Cinq dans les yeux du diable (1986)
- Les Pepins geants (1995)
- Effet miroir (2000)
- Brillant pas brilant (2002)
- Sacrees bouteilles (2005)

### Lungometraggi
- Regaya (1989)